# Segundo Castillo Varela
Segundo  Castillo Varela (Callao, 17 de julio de 1913-Callao, 1 de octubre de 1993) fue un futbolista y director técnico peruano. Se desempeñaba en la posición de centrocampista.
Fue uno de los mejores jugadores sudamericanos de los años 40. Jugaba como mediocentro, pero no era un mediocampista defensivo, sino un brillante jugador con características modernas para la época en que le tocó jugar. Es decir que como volante marcaba y creaba, dando asistencia de gol a los delanteros, lo que hoy se da en llamar volante mixto. Algo raro para esa época y habilidoso volante creativo con gran panorama de juego que brilló durante dos décadas, los 30 y los 40.
Se hizo ídolo y manija del Sport Boys que ganó los campeonatos de 1935 y 1937, luego emigró al extranjero y tuvo destacados pasos por Club Atlético Lanús de Argentina, Magallanes de Chile (entonces un equipo fuerte a nivel continental y en ocasiones prestado al Colo-Colo para partidos amistosos) e Independiente Medellín de Colombia (aquí formó parte del famoso plantel conocido como La Danza del Sol). En 1943 regresó a Perú y se integró al Deportivo Municipal, allí se encontró con los recordados "Los Tres Gatitos" (el famoso trío de Tito Drago, Vides Mosquera y Caricho Guzmán) y a la par en brillantez fue parte de la era dorada del club edil hasta 1947 para pasar luego a Universitario donde también tuvo un paso brillante con la camiseta crema. 
Titina además fue pieza brillante del Perú que participó en los Juegos Olímpicos de 1936 y la Copa América de 1937 (aquí se consagró continentalmente y fue votado como el mejor mediocentro sudamericano de la época), que además ganó los Juegos Bolivarianos de 1938 y la Copa América de 1939. Genio y figura, fue ídolo prácticamente de todos los clubes por los que pasó y uno de los mejores jugadores que vistió la camiseta nacional del Perú.

## Biografía
Segundo Castillo, más conocido como Titina Castillo, nació en el Callao el 17 de julio de 1913. Llevó ese apodo por su gusto por una canción de los años 1920 llamada Titina. Estuvo casado con Marina Alcalde, sobrina de Jorge y Teodoro Alcalde, con quien tuvo tres hijos. Falleció en su domicilio de Bellavista (Callao), el 1 de octubre de 1993, sus restos los sepultaron en el Cementerio Baquíjano.

## Trayectoria
Se inició en el Unión Buenos de la liga del Callao donde empezó a destacar por su juego creativo y de marca a la vez. Luego llegó al Sport Boys que se preparaba para debutar en primera división. En el cuadro rosado logró grandes actuaciones hasta lograr el primer título con «La Misilera» en 1935. Al año siguiente fue convocado con el resto del equipo titular rosado para representar al Perú en los Juegos Olímpicos de Berlín 1936, donde mostró su jerarquía de gran jugador. Estuvo al año siguiente en la selección que jugó LA COPA AMÉRICA en Argentina donde brilló a gran altura, tanto así que la prensa argentina lo elogió y puso en la portada de la famosa revista El Gráfico.
Al año siguiente logró la medalla de oro en los Juegos Bolivarianos de Bogotá1938 integrando con otros ocho jugadores rosados el seleccionado patrio. En 1939 nuevamente integró la selección para La Copa América que se jugó en Lima logrando con sus compañeros por primera vez en la historia del fútbol peruano el título de campeón de La Copa América 1939. Luego de ello fue contratado ventajosamente por el Lanús de Argentina donde mostró su buen fútbol las temporadas 1939 y 1940. Luego fue contratado por el Magallanes de Chile logrando con el cuadro mapocho el subcampeonato en 1942.

## Brillo en Municipal y Universitario
De retorno al Perú formó parte del equipo dorado del Deportivo Municipal junto a «Los Tres Gatitos» Tito Drago, Vides Mosquera y Caricho Guzmán logrando el título de 1943. En el cuadro edil estuvo hasta 1948, después es escontratado por Universitario donde gana un nuevo título en el torneo 1949.
Emigra nuevamente al extranjero para jugar por el Independiente de Medellín de Colombia donde logró convertirse en ídolo conjuntamente con otros doce jugadores peruanos que integraban el plantel y al cual llamaban «La Danza del Sol». Regresó nuevamente al Perú para culminar su carrera futbolística en la U y el Unión Callao. Posteriormente estuvo dirigiendo a Universitario al que hizo Campeonar en 1959 y 1960, respectivamente.

## Selección nacional
Fue internacional con la selección de fútbol del Perú en 12 ocasiones. Debutó el 6 de agosto de 1936, en un encuentro ante la selección de Finlandia que finalizó con marcador de 7-3 a favor de los peruanos. Su último encuentro con la selección lo disputó el 12 de febrero de 1939 en la victoria por 2-1 ante Uruguay.

### Participaciones en Juegos Olímpicos
| Juegos                          | Sede     | Resultado        |
| ------------------------------- | -------- | ---------------- |
| Juegos Olímpicos de Berlín 1936 | Alemania | Cuartos de final |

### Participaciones en Juegos Bolivarianos
| Juegos                      | Sede     | Resultado |
| --------------------------- | -------- | --------- |
| Juegos Bolivarianos de 1938 | Colombia | Campeón   |

### Participaciones en el Campeonato Sudamericano
| Campeonato                   | Sede      | Resultado    |
| ---------------------------- | --------- | ------------ |
| Campeonato Sudamericano 1935 | Perú      | Tercer lugar |
| Campeonato Sudamericano 1937 | Argentina | Sexto lugar  |
| Campeonato Sudamericano 1939 | Perú      | Campeón      |

## Clubes

### Como futbolista
| Club                      | País      | Año         |
| ------------------------- | --------- | ----------- |
| Sport Boys                | Perú      | 1933 - 1939 |
| C. A. Lanús               | Argentina | 1939 - 1941 |
| Magallanes                | Chile     | 1941 - 1942 |
| Deportivo Municipal       | Perú      | 1943 - 1947 |
| Universitario de Deportes | Perú      | 1948 - 1949 |
| Independiente Medellín    | Colombia  | 1950        |
| Universitario de Deportes | Perú      | 1951 - 1952 |
| Unión Callao              | Perú      | 1953        |

### Como entrenador
| Club                        | País | Año         |
| --------------------------- | ---- | ----------- |
| Unión Callao                | Perú | 1953        |
| Deportivo Municipal         | Perú | 1954        |
| Universitario de Deportes   | Perú | 1958 - 1962 |
| KDT Nacional                | Perú | 1964        |
| Atlético Deportivo Olímpico | Perú | 1965        |
| KDT Nacional                | Perú | 1967        |

## Palmarés

### Como futbolista

#### Campeonatos nacionales
| Título           | Club                      | País | Año  |
| ---------------- | ------------------------- | ---- | ---- |
| Primera División | Sport Boys                | Perú | 1935 |
| Primera División | Sport Boys                | Perú | 1937 |
| Primera División | Deportivo Municipal       | Perú | 1943 |
| Primera División | Universitario de Deportes | Perú | 1949 |

#### Copas internacionales
| Título                  | Equipo             | País | Año  |
| ----------------------- | ------------------ | ---- | ---- |
| Juegos Bolivarianos     | Selección del Perú | Perú | 1938 |
| Campeonato Sudamericano | Selección del Perú | Perú | 1939 |

### Como entrenador

#### Campeonatos nacionales
| Título           | Club                      | País | Año  |
| ---------------- | ------------------------- | ---- | ---- |
| Primera División | Universitario de Deportes | Perú | 1959 |
| Primera División | Universitario de Deportes | Perú | 1960 |
| Segunda División | KDT Nacional              | Perú | 1967 |